# Gaston Cornereau
Louis Gaston Cornereau (ur. 31 sierpnia 1888 w Gannat, zm. 5 lipca 1944 w Chemillé-en-Anjou) – francuski szermierz, dwukrotny medalista mistrzostw świata.
Podczas mistrzostw świata w Paryżu w 1921 roku (oficjalnie zawody tego cyklu rozgrywane są pod tą nazwą dopiero od 1937) wywalczył srebrny medal w szpadzie indywidualnej, rozdzielając rodaka, Luciena Gaudina i Holendra Henriego Wijnoldy-Daniëlsa. Na rozgrywanych rok później mistrzostwach świata w Ostendzie w tej samej konkurencji był trzeci. Tym razem wyprzedzili go Norweg Raoul Heide i kolejny Francuz - Robert Liottel.
Na rozgrywanych w 1924 roku igrzyskach olimpijskich w Paryżu zajął czwarte miejsce w szpadzie indywidualnej. W rundzie finałowej wygrał siedem z jedenastu pojedynków. 
W szeregach francuskiej armii Cornereau brał udział w I wojnie światowej.